# Herman Donners
Herman Donners (født 5. august 1888, død 1915) var en belgisk vandpolospiller, som deltog i OL 1908 i London og 1912 i Stockholm.
Donners var ved legene i 1908 i London med på det belgiske vandpolohold. Østrig og Ungarn, som var tilmeldt, stillede ikke op, men alligevel spillede belgierne først en indledende kamp mod Holland, som de vandt 8-1, og en semifinale mod Sverige, som de vandt 8-4. I finalen mødte de Storbritannien, som spillede sin eneste kamp i turneringen og vandt 9-2. Dermed blev det igen til en andenplads til belgierne.
Fire år senere deltog han igen på det belgiske hold ved OL, og belgierne indledte med at tabe til Storbritannien 5-7. Briterne vandt senere turneringen, hvorpå der blev spillet en turnering om tredjepladsen, som Belgien vandt via sejre på 6-5 over Ungarn, 4-1 over Frankrig og 5-4 over Østrig. Derpå kom de med i en turnering om andenpladsen, hvor de tabte til svenskerne med 2-4. Svenskerne, der også vandt over Østrig, fik derpå sølvmedaljer, mens Belgien fik bronze.
Donners var i den belgiske hær ved begyndelsen af første verdenskrig, og han blev dræbt i kamp i Calais i maj 1915.